# Фолькмар фон Арнім

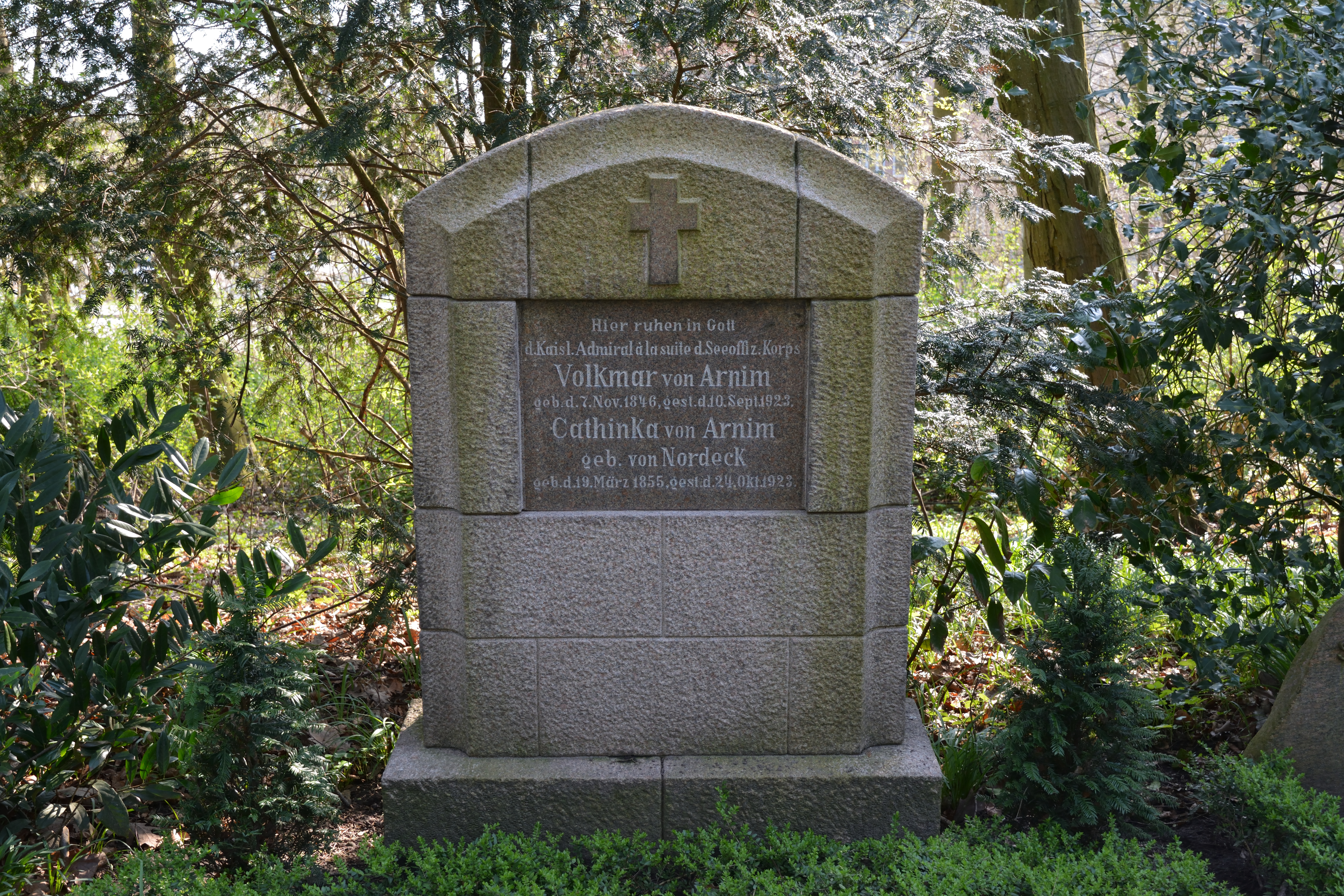
Могила на Північному кладовищі в Кілі

Фолькмар Отто Ердман фон Арнім (нім. Volkmar Otto Erdmann von Arnim; 1847–1923) — німецький військовий офіцер, адмірал ВМС Німеччини.

## Біографія
Його дід і батько були померанськими землевласниками у Мойцельфіці біля Кольберга. Мати уроджена фон Леттов-Форбек, походила з маєтку Вархмінсхаген поблизу Кесліна .
15 червня 1863 року Арнім вступив до прусського флоту. Арнім служив кадетом на кораблях «Ніоба», «Німфа» та «Аркона», брав участь у битві біля Рюгена під час Данської війни. Під час французько-прусської війни 1870/71 років йому було доручено командувати французьким канонерським човном на Сені. У 1875 році отримав звання капітан-лейтенанта. У травні 1889 року призначений командиром імператорської яхти Гогенцоллерн і залишався ним до жовтня 1892 року . На початку квітня 1893 року він очолив щойно введену в експлуатацію нову імператорську яхту «Гогенцоллерн» і знову був командиром корабля з перервами через скорочення екіпажу до вересня 1895 року. З жовтня 1897 по листопад 1898 служив інспектором торпед і передав цю посаду контрадміралу Конраду фон Боденгаузену. Восени 1899 року призначений інспектором військово-морської освіти. На цій посаді він отримав звання віцеадмірала в 1901 році і адмірала в 1905 році. 17 вересня 1907 року Армін звільнений в запас і водночас призначений на службу до військово-морського офіцерського складу.
Після відставки він очолив Імператорський яхт-клуб у Кілі.

### Сім'я

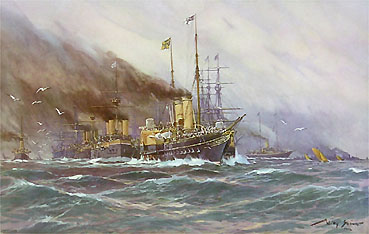
Яхта Гогенцоллерн. Картина Віллі Штевера

Арнім був одружений з донькою прусського генерал-майора фон Нордека Катінкою фон Нордек (* 1855). У шлюбі народилося п'ятеро дітей. Старший син Бернд фон Арнім загинув у лютому 1917 року під час Першої світової війни як командир торпедного катера G 42. Молодший син загинув у 1927 році в авіакатастрофі. Одна донька була одружена з міністерством економіки Реббеленом, друга — з родичем, який пізніше став адміралом Віллі фон Нордеком (1888—1956).

## Нагороди
- Великий хрест ордена Червоного Орла з дубовим листям[2]
- Орден Корони I ступеня[2]
- Зірка Командора Королівського ордена дому Гогенцоллернів[2]
- Прусський нагородний хрест[2]
- Почесний командор Королівського ордена дому Гогенцоллернів[2]
- Командор II класу ордена Церингерського лева[2]
- Командор ордена Вендської корони[2]
- Великий хрест ордена Грифона[2]
- Почесний командор Ольденбурзького ордена Заслуг герцога Петера Фрідріха Людвіга[2]
- Командор II класу ордена Альбрехта[2]
- Командор II класу герцогського ордену Саксо-Ернестинського дому[2]
- Почесний хрест II класу ордена дому Ліппе[2]
- Почесний хрест Шварцбурга II класу[2]
- Командор із зіркою ордена Вюртемберзької корони[2]
- Командор II класу ордена Фрідріха[2]